# Du lịch khám phá

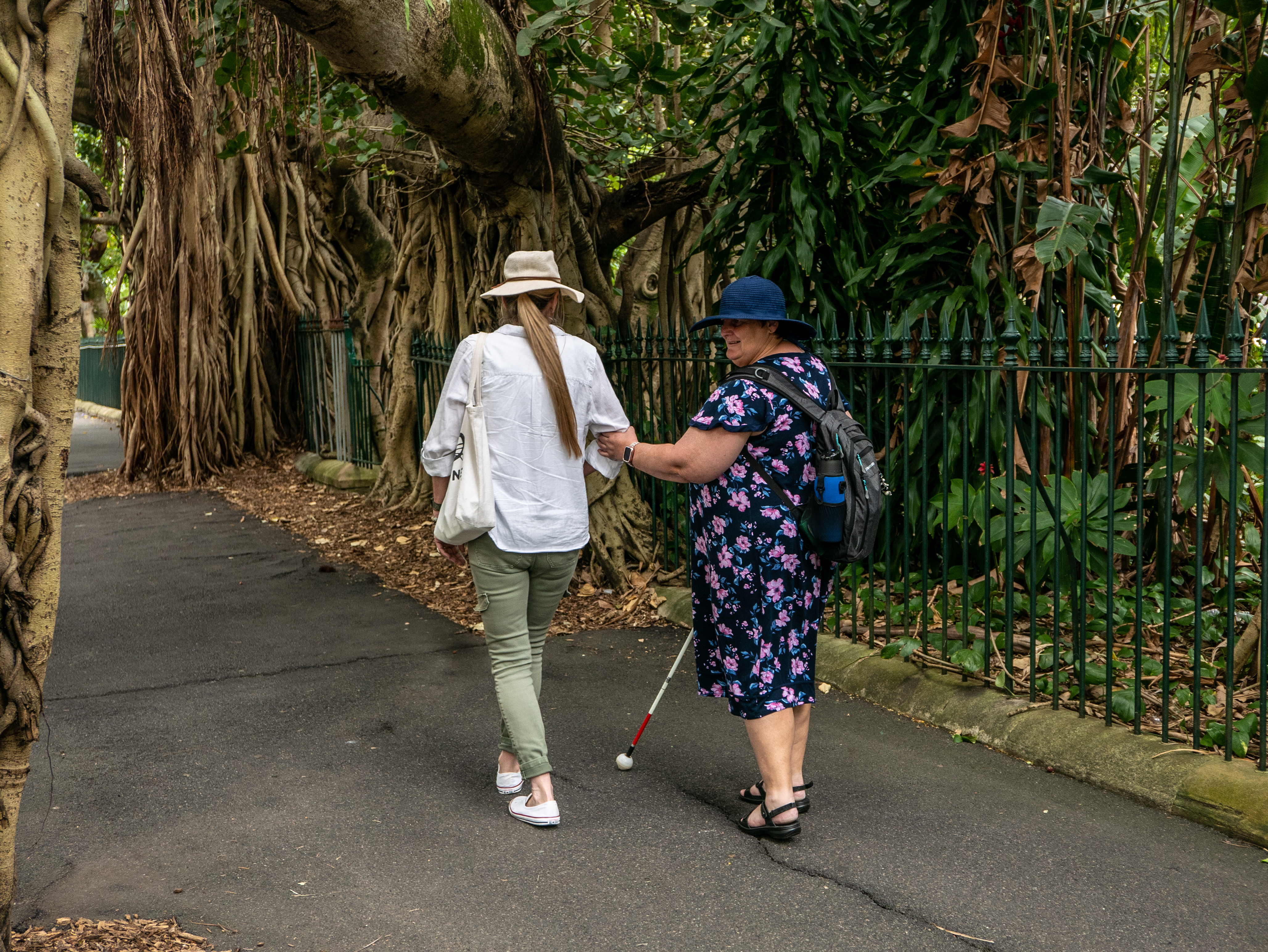
Các du khách bắt đầu khởi hành một chuyến du lịch khám phá

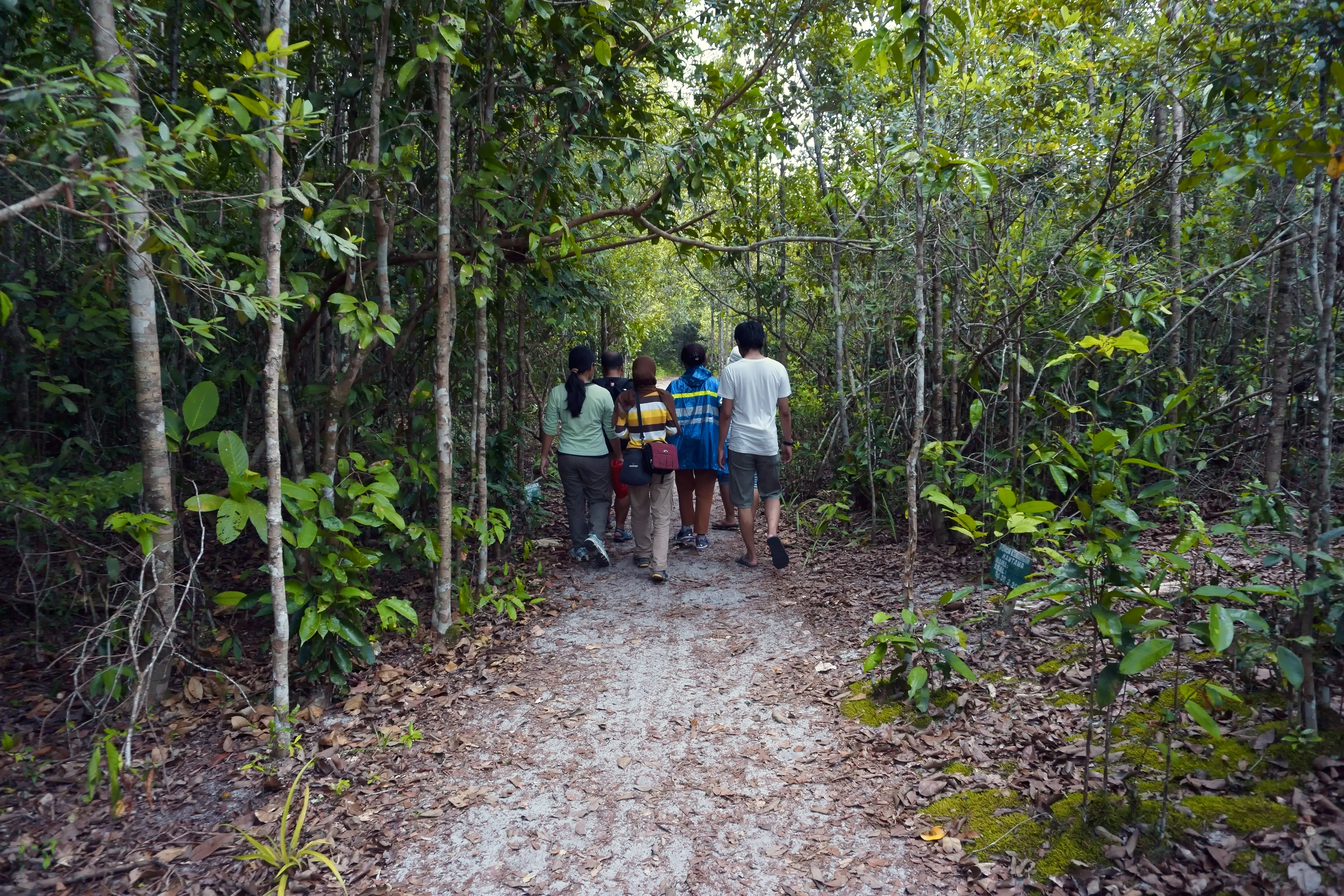
Một chuyến du lịch khám phá rừng rậm

Du lịch khám phá (Adventure travel) là một loại hình du lịch bao gồm mục đích khám phá để trải nghiệm hoặc du lịch có hơi hướng mạo hiểm với một mức độ rủi ro nhất định (thực tế hoặc nhận thức), và có thể đòi hỏi các kỹ năng đặc biệt và nỗ lực của bản thân. Tại Hoa Kỳ, loại hình du lịch mạo hiểm đã chứng kiến sự tăng trưởng vào cuối thế kỷ XX và đầu thế kỷ XXI khi khách du lịch tìm kiếm những kỳ nghỉ khác thường hoặc du hành trên "những cung đường ít người đi", nhưng việc thiếu một định nghĩa hoạt động rõ ràng đã cản trở việc đo lường quy mô và tăng trưởng của thị trường loại hình du lịch này. Theo Hiệp hội Thương mại Du lịch Mạo hiểm có trụ sở tại Hoa Kỳ, du lịch mạo hiểm có thể là bất kỳ hoạt động du lịch nào bao gồm hoạt động thể chất, giao lưu văn hóa và kết nối với các hoạt động ngoài trời và thiên nhiên. 

## Đại cương
Khách du lịch mạo hiểm có thể có động lực để đạt được tâm trạng mong muốn được đặc trưng là biểu hiện hối hả, vội vã hoặc diễn biến trạng thái tâm lý phát sinh từ việc mạnh dạn bước ra khỏi vùng an toàn của bản thân. Điều này có thể là do trải qua sốc văn hóa hoặc bằng cách thực hiện các hành động đòi hỏi nỗ lực đáng kể và liên quan đến một số mức độ rủi ro, thực tế hoặc nhận thức, hoặc nguy hiểm cho thân thể. Điều này có thể bao gồm các hoạt động như leo núi, đi bộ đường dài, nhảy bungee, đạp xe leo núi, đạp xe, chèo xuồng, lặn biển, chèo bè, chèo thuyền kayak, đi dây zip, lượn dù, đi bộ đường dài, khám phá, thám hiểm địa điểm, đi bộ đường dài trong hẻm núi, trượt cát, thám hiểm hang động và leo núi. Một số hình thức du lịch mạo hiểm ít người biết đến bao gồm du lịch ở những nơi diễn ra thảm họa và tham quan khu ổ chuột. Các hình thức du lịch mạo hiểm đang nổi lên khác bao gồm  du lịch rừng rú. Việc tiếp cận công nghệ tiêu dùng giá rẻ, liên quan đến Hệ thống định vị toàn cầu (GPS), du lịch flashpacking, dịch vụ mạng xã hội và nhiếp ảnh, đã làm tăng sự quan tâm trên toàn thế giới đối với du lịch mạo hiểm. Sự quan tâm đến du lịch mạo hiểm độc lập cũng tăng lên khi ngày càng có nhiều trang web du lịch chuyên biệt cung cấp các địa điểm và môn thể thao trước đây chỉ dành riêng cho một nhóm đối tượng cụ thể. Du lịch thể thao mạo hiểm theo truyền thống do nam giới chiếm ưu thế. Mặc dù sự tham gia của phụ nữ đã tăng lên, nhưng khoảng cách giới tính vẫn còn rõ rệt về mặt tham gia định lượng trong các hình thức du lịch thể thao này. Tuy nhiên, trong du lịch thể thao mạo hiểm cạnh tranh, tỷ lệ thành công của phụ nữ hiện cao hơn nam giới.

## Lịch sử
Từ thời xa xưa, con người đã đi du hành để tìm kiếm thức ăn và kỹ năng sinh tồn, nhưng cũng tham gia vào các chuyến lữ hành mạo hiểm, khám phá tuyến đường biển, một điểm đến hoặc thậm chí là một quốc gia mới. Những du khách thích phiêu lưu bắt đầu vượt qua giới hạn, với chuyến leo núi Matterhorn vào năm 1865 và chuyến chèo bè trên sông trên Sông Colorado vào năm 1869. Ngay sau đó, hai tổ chức quan trọng đã được thành lập, bao gồm Hiệp hội Địa lý Quốc gia và
Câu lạc bộ Thám hiểm, tiếp tục hỗ trợ du lịch mạo hiểm. Vào cuối Thế chiến II, cuộc phiêu lưu hiện đại bắt đầu cất cánh, với chuyến thám hiểm Annapurna của Pháp năm 1950 và chuyến thám hiểm Đỉnh Everest của Anh năm 1953. Ngày nay, nó vẫn là một phân khúc du lịch và là một lĩnh vực thay đổi nhanh chóng với các biến thể mới của các hoạt động để trải nghiệm du lịch. Ngày nay, Có một xu hướng phát triển du lịch dành riêng cho người khuyết tật. Du lịch mạo hiểm dành cho người khuyết tật đã trở thành ngành công nghiệp trị giá 13 tỷ đô la Mỹ một năm ở Bắc Mỹ. Một số điểm đến du lịch mạo hiểm cung cấp nhiều chương trình và cơ hội việc làm đa dạng được phát triển dành riêng cho người khuyết tật.